# Józef Tymowski
Józef Tymowski (ur. 19 kwietnia 1791, zm. 18 marca 1871) – radca stanu, szambelan dworu królewskiego Mikołaja I Romanowa w 1830 roku, urzędnik administracji Królestwa Polskiego, zwolennik ugody z Rosją; od 1815 kamerjunkier, od 1819 szambelan rosyjskiego dworu cesarskiego i od 1820 naczelny dyrektor kancelarii w Sekretariacie Stanu Królestwa Polskiego, od 1824 główny sekretarz Zgromadzenia Ogólnego Rady Stanu, sekretarz Rządu Tymczasowego Królestwa Polskiego (1831-1832), od 1833 sekretarz stanu, od 1855 członek Rady Administracyjnej i od 1856 członek rosyjskiej Rady Państwa; członek Rady Stanu Królestwa Kongresowego, w latach 1842–1855 także prezes Banku Polskiego. Prezes Heroldii Królestwa Polskiego od marca 1857 roku, tajny radca, senator.
Odznaczony Orderem Orła Białego, Orderem Świętego Włodzimierza 2 klasy, Orderem Świętej Anny 1 klasy z koroną, odznaką XXV lat nieskazitelnej służby.
Odznaczony Orderem Świętego Stanisława I klasy w 1829 roku i II klasy w 1820 roku.